# Heterodox Academy
 (août 2020).
La Heterodox Academy (HxA) est un groupe de défense d'intérêts à but non lucratif, composé d'universitaires, qui s'efforce de contrer ce qu'ils considèrent comme un manque de diversité de point de vue sur les campus universitaires, en particulier d'un point de vue politique. Elle est fondée en 2015 par le psychologue Jonathan Haidt et le spécialiste du droit constitutionnel Nicholas Quinn Rosenkranz.

## Histoire
En 2011, Jonathan Haidt, professeur de psychologie à l'université de Virginie, donne une conférence à la Society for Personality and Social Psychology dans laquelle il a fait valoir que les conservateurs étaient sous-représentés en psychologie sociale et que cela entrave la recherche et nuit à la crédibilité de la discipline,. En 2015, Haidt est contacté par Nicholas Quinn Rosenkranz, professeur de droit à l'université de Georgetown, qui avait donné une conférence à la Federalist Society présentant un manque similaire de conservateurs en droit et a également fait valoir que cela compromet la qualité de la recherche et de l'enseignement. Haidt et Rosenkranz forme alors l'Heterodox Academy pour résoudre ce problème. Le financement initial du groupe provenait de la Fondation Richard Lounsbery et de la Fondation Achelis et Bodman,. Le site Web de l'Académie Heterodox est lancé avec 25 membres en septembre 2015. Une série de controverses sur la liberté d'expression sur les campus, comme celles entourant Erika Christakis à Yale et les manifestations de 2015 et 2016 qui eurent lieu à l'université du Missouri, ont coïncidé avec une augmentation du nombre de membres.
L'adhésion est initialement ouverte aux professeurs titulaires et pré-titulaires, mais elle est étendue aux professeurs auxiliaires, aux étudiants diplômés et aux postdoctorants. Le groupe a un processus de demande d'adhésion sélectif qui vise en partie à corriger les déséquilibres envers une idéologie politique particulière. En juillet 2017, le groupe comptait 800 membres à l'international,. En février 2018, environ 1 500 professeurs d'université avaient rejoint Heterodox Academy, ainsi que quelques centaines d'étudiants diplômés.
En 2018, Debra Mashek, professeure de psychologie au Harvey Mudd College, a été nommée directrice exécutive de Heterodox Academy,. En 2020, l'organisation comptait environ 4 000 membres.

## Programmes et activités
En 2016 et 2017, l'Heterodox Academy publie un guide annuel sur les collèges, un classement basé sur « la conformité politique et sur l'orthodoxie »,,.
En juin 2018, l'Académie Heterodox a organisé une conférence inaugurale d'Esprit libre à New York, avec plusieurs invités universitaires récemment impliqués dans les questions de liberté d'expression sur les campus, comme Robert Zimmer, Lucía Martínez Valdivia, Allison Stanger, Alice Dreger ou encore Heather Heying,.
L'Heterodox Academy exploite une plate-forme en ligne appelée « Open Mind » (esprit libre) qui cherche à réduire la polarisation politique dans les écoles et les lieux de travail. L'organisation administre également un « Campus Expression Survey », conçu pour permettre aux professeurs et aux administrateurs d'université de sonder les sentiments de leurs étudiants sur la liberté d'expression sur le campus.

## Idéologie et accueil
L'Heterodox Academy se décrit formellement comme non partisane. En 2018, le site Web du groupe a décrit sa mission comme étant d'encourager la diversité politique pour permettre la dissidence et contester les erreurs.
Selon Zack Beauchamp de Vox, l'Académie Heterodox fait progresser les points de vue conservateurs sur les campus universitaires en jouant ou en présentant l'argument selon lequel de tels points de vue sont supprimés par un parti pris de gauche ou par le politiquement correct. Des commentateurs tels que Beauchamp et Chris Quintana, écrivant dans The Chronicle of Higher Education, contestent l'hypothèse de l'Heterodox Academy selon laquelle les campus universitaires sont confrontés à une « crise de la liberté d'expression », pointant notamment le manque de données à l'appui et faisant valoir que des groupes de défense d'intérêts tels que Heterodox Academy fait plus pour réduire la portée des débats académiques que les préjugés qu'elle allègue.